# Diecéze assuská
Diecéze Assus je titulární diecéze římskokatolické církve.

## Historie
Assus, identifikovatelný s Behramkale v dnešním Turecku, je starověké biskupské sídlo nacházející se v římské provincii Asia I.. Byla součástí Konstatinopolského patriarchátu a sufragánnou arcidiecéze Efez.
Město je zmíněno v Novém zákoně, v knize Skutky apoštolů (Sk 20, 13 – 14, 14 (Kral, ČEP)), kde je líčena poslední apoštolská cesta Svatého Pavla který se vypravil do tohoto města. Podle tradice je zakladatelem křesťanské komunity v Assu právě apoštol Pavel.
Jsou známý tři biskupové této diecéze: Orion který se roku 325 zúčastnil Prvního nikajského koncilu. Maximus zúčastněný Efezského (431) a Chaldenského koncilu (451). Ioannes, který se zúčastnil roku 787 Druhého nikajského koncilu.
Dnes je využívána jako titulární biskupské sídlo; v současnosti je bez titulárního biskupa.

## Seznam biskupů
- Orion (zmíněn roku 325)
- Maximus (před rokem 431 - po roce 451)
- Ioannes (zmíněn roku 787)

## Seznam titulárních biskupů
- 1926 - 1929 John Patrick Barrett
- 1929 - 1943 Jean-Baptiste-Michel-Marie-Louis Pénicaud, M.E.P.
- 1944 - 1961 Ángel Turrado Moreno, O.F.M.Cap.
- 1962 - 1995 Zygfryd Wincenty Kowalski